# Philodendron palaciosii
Philodendron palaciosii là một loài thực vật có hoa trong họ Ráy (Araceae). Loài này được Croat & Grayum mô tả khoa học đầu tiên năm 2005.